# Julie Jeanne Bouillane
Pour les articles homonymes, voir Bouillane.
Julie Jeanne Bouillane, née le 4 février 1909 à Sourcieux-les-Mines et morte le 23 juin 1979 à Toulouse, est une résistante française, membre du groupe Sabot et du réseau Alliance.

## Biographie
Elle se marie le 19 août 1936 à Casablanca avec Jean Marius Philippe et adopte une petite fille, Regina,.
À l'automne 1940, son mari occupe un poste de commissaire de police à Lourdes. En novembre 1941, il est nommé commissaire du 7e arrondissement de Toulouse.
En janvier 1943, le couple demeure au no 22 rue Leyde à Toulouse (devenue la rue du Commissaire-Philippe en 1947,).

### Résistance et expérience de la Déportation
En janvier 1943, après l'occupation par les Allemands de la zone libre, Jean Marius Philippe démissionne de son poste lorsque les autorités de Vichy lui demandent d'établir la liste des juifs de l'arrondissement dont il a la charge. Le 13 janvier, Jeanne Bouillane est interrogée à Lourdes par la police qui est à la recherche de son mari. Elle dit ne pas savoir où il est. Son mari est finalement interpellé par la Gestapo le 29 janvier 1943 à Beaumont-de-Lomagne. Malgré cette arrestation, Julie-Jeanne Bouillane poursuit ses activités dans la Résistance qui consistent à participer activement aux filières d'évasion mises en place par le groupe de résistance belge Sabot, en coopération avec le Réseau Alliance. En effet, Julie-Jeanne Bouillane et son mari accompagnaient fugitifs et réfractaires au STO vers l'Espagne ou l'Algérie, en passant par les Pyrénées,.
Arrêtée à son tour par la Gestapo de Toulouse le 21 août 1943 et emprisonnée dans les prisons Furgole et Saint-Michel, Julie Jeanne Bouillane est déportée successivement à Ravensbrück, au Kommando du KL Neuengamme à Hanovre, puis à Bergen-Belsen,,.
Elle est libérée en 1945. Son mari ne survit pas à la guerre car il est fusillé à Karlsruhe en 1944.

### Après guerre
Elle participe de 1952 à 1955 à la guerre d'Indochine dans les transmissions.

## Décorations
Elle est titulaire de onze décorations françaises et étrangères, dont :
- Chevalière de la Légion d'honneur[10]
- Médaille militaire
- Croix de guerre 1939–1945 avec palme et étoile d'argent
- Médaille de la Résistance française (décret du 3 août 1946)[11]

## Hommage
En 2019, une plaque rendant hommage à Jeanne et son mari est apposée au no 22 de la rue du Commissaire-Philippe à Toulouse. En 2022, son nom est attribué à une petite place voisine, au carrefour des rues Alexandre-Falguière et Saint-Papoul.